# Live at The Olympia
Live at The Olympia és un àlbum de directe de la banda estatunidenca R.E.M.. Es va enregistrar al Olympia Theatre de Dublín durant cinc nits consecutives entre els dies 30 de juny i 5 de juliol de 2007. Es va publicar el 27 d'octubre de 2009 en format de dos CDs que contenien un total de 39 cançons. Addicionalment hi havia un DVD amb un documental titulat This Is Not a Show dirigit per Vincent Moon.
El 7 de juliol de 2009 van publicar un EP amb cançons extretes d'aquest àlbum, que es va titular Reckoning Songs from The Olympia, i que es podia obtenir mitjançant iTunes Store i determinats distribuïdors.

## Llista de cançons
Totes les cançons foren escrites i compostes per Bill Berry, Peter Buck, Mike Mills i Michael Stipe, excepte les indicades. 
| 1.            | «Living Well Is the Best Revenge»                | Buck, Mills, Stipe | Accelerate                   | 4:07  |
| 2.            | «Second Guessing»                                |                    | Reckoning                    | 2:58  |
| 3.            | «Letter Never Sent»                              |                    | Reckoning                    | 3:51  |
| 4.            | «Staring Down the Barrel of the Middle Distance» | Buck, Mills, Stipe |                              | 4:11  |
| 5.            | «Disturbance at the Heron House»                 |                    | Document                     | 3:41  |
| 6.            | «Mr. Richards»                                   | Buck, Mills, Stipe | Accelerate                   | 4:17  |
| 7.            | «Houston»                                        | Buck, Mills, Stipe | Accelerate                   | 1:54  |
| 8.            | «New Test Leper»                                 |                    | New Adventures in Hi-Fi      | 5:26  |
| 9.            | «Cuyahoga»                                       |                    | Lifes Rich Pageant           | 4:22  |
| 10.           | «Electrolite»                                    |                    | New Adventures in Hi-Fi      | 4:03  |
| 11.           | «Man-Sized Wreath»                               | Buck, Mills, Stipe | Accelerate                   | 3:09  |
| 12.           | «So. Central Rain»                               |                    | Reckoning                    | 3:44  |
| 13.           | «On the Fly»                                     | Buck, Mills, Stipe |                              | 5:01  |
| 14.           | «Maps and Legends»                               |                    | Fables of the Reconstruction | 3:10  |
| 15.           | «Sitting Still»                                  |                    | Murmur                       | 3:42  |
| 16.           | «Driver 8»                                       |                    | Fables of the Reconstruction | 3:44  |
| 17.           | «Horse to Water»                                 | Buck, Mills, Stipe | Accelerate                   | 2:45  |
| 18.           | «I'm Gonna DJ»                                   | Buck, Mills, Stipe | Accelerate                   | 2:16  |
| 19.           | «Circus Envy»                                    |                    | Monster                      | 4:27  |
| 20.           | «These Days»                                     |                    | Lifes Rich Pageant           | 4:53  |
| Durada total: | Durada total:                                    | Durada total:      | Durada total:                | 75:41 |

| 21. | «Drive»                       |                                        | Automatic for the People                  | 4:49 |
| 22. | «Feeling Gravitys Pull»       |                                        | Fables of the Reconstruction              | 5:10 |
| 23. | «Until the Day Is Done»       | Buck, Mills, Stipe                     | Accelerate                                | 4:07 |
| 24. | «Accelerate»                  | Buck, Mills, Stipe                     | Accelerate                                | 3:35 |
| 25. | «Auctioneer (Another Engine)» |                                        | Fables of the Reconstruction              | 3:38 |
| 26. | «Little America»              |                                        | Reckoning                                 | 3:11 |
| 27. | «1,000,000»                   |                                        | Chronic Town                              | 3:28 |
| 28. | «Disguised»                   |                                        | Accelerate                                | 3:20 |
| 29. | «The Worst Joke Ever»         | Buck, Mills, Stipe                     | Around the Sun                            | 3:42 |
| 30. | «Welcome to the Occupation»   |                                        | Document                                  | 2:47 |
| 31. | «Carnival of Sorts (Boxcars)» |                                        | Chronic Town                              | 4:09 |
| 32. | «Harborcoat»                  |                                        | Reckoning                                 | 4:16 |
| 33. | «Wolves, Lower»               |                                        | Chronic Town                              | 4:33 |
| 34. | «I've Been High»              | Buck, Mills, Stipe                     | Reveal                                    | 3:40 |
| 35. | «Kohoutek»                    |                                        | Fables of the Reconstruction              | 4:12 |
| 36. | «West of the Fields»          | Jerry Ayers, Berry, Buck, Mills, Stipe | Murmur                                    | 4:13 |
| 37. | «Pretty Persuasion»           |                                        | Reckoning                                 | 4:23 |
| 38. | «Romance»                     |                                        | Eponymous, banda sonora de Made in Heaven | 3:31 |
| 39. | «Gardening at Night»          |                                        | Chronic Town                              | 4:16 |

## Crèdits
R.E.M.
- Peter Buck – guitarra, baix
- Mike Mills – baix, veus addicionals, teclats, guitarra acústica
- Michael Stipe – cantant, harmònica

Personal addicional
- Jacknife Lee – producció
- Scott McCaughey – guitarra, teclats, harmònica, veus addicionals
- Bill Rieflin – bateria